# Русаков, Николай Александрович
Никола́й Алекса́ндрович Русако́в (19 декабря 1903, Ржев, Тверская  губерния, Российская империя — 31 марта 1975, Долгопрудный, Московская область, РСФСР, СССР) — советский военачальник, полковник (1943).

## Биография
Родился 19 декабря 1903 года в городе Ржев. Русский.

### Гражданская война
10 октября 1919 года поступил в Рабоче-крестьянскую Красную армию на станцию Вожега Северной железной дороги и был назначен вторым адъютантом в отряд особого назначения при армии Северного фронта, с сентября 1920 года в том же отряде был начальником группы команды разведчиков. Участвовал с ним в боях против войск генерала Е. К. Миллера в районах Полисецкая, Няндома, Вожега. В мае 1921 года демобилизован. По возвращении на родину поступил работать в отдел утилизации сапожной мастерской, затем был инструктором в райкоме комсомола.

### Межвоенные годы
В августе 1922 года был направлен губкомом комсомола на учёбу в 22-ю Воронежскую пехотную школу, по её расформировании переведен во Владикавказскую военную пехотную школу. В августе 1925 года окончил последнюю и был назначен командиром взвода в 11-й стрелковый Алма-Атинский полк 4-й Туркестанской стрелковой дивизии Туркестанского фронта. В его составе принимал участие в боях с басмачами под Хаджи-милька, в районе Бабатакских гор. С октября 1926 года по февраль 1927 года командовал взводом в отдельной штрафной роте в городе Самарканд, затем вновь вернулся в 4-ю Туркестанскую стрелковую дивизию и был назначен командиром взвода в 10-й стрелковый Туркестанский полк. После ликвидации басмачества дивизия была передислоцирована в ЛВО. В 1929 году переведен курсовым командиром в Ленинградскую пехотную школу. Член ВКП(б) с 1929 года. С октября 1931 года в той же школе исполнял должности командира взвода, роты, врид командира батальона. За успехи в подготовке курсантов был награждён орденом «Знак Почёта». С января по август 1937 года проходил переподготовку на курсах «Выстрел». По возвращении в школу занимал должности командира роты и преподавателя тактики. В августе 1938	года капитан Русаков переведен в Минское пехотное училище им. М. И. Калинина на должность помощника начальника по учебно-строевой части. В октябре 1940 года он был назначен помощником начальника Смоленского военно-политического училища им. В. М. Молотова по боевой подготовке.

### Великая Отечественная война
С началом войны продолжал служить в училище в прежней должности. В июне 1942 года майор Русаков по личной просьбе был направлен в действующую армию и в июле назначен командиром 1005-го стрелкового полка 279-й стрелковой дивизии Калининского фронта. Дивизия в составе 41-й армии вела наступательные и оборонительные бои против ржевско-вяземской группировки противника. Затем дивизия была переброшена на Юго-Западный фронт, где в составе 3-й гвардейской армии вела боевые действия в районе города Красный Лиман и на реке Северский Донец под Лисичанском. С июля 1943 года части дивизии принимали участие в Изюм-Барвенковской и Донбасской наступательных операциях. 8 сентября 1943 года за освобождение г. Лисичанск ей было присвоено наименование «Лисичанская». В дальнейшем дивизия принимала участие в освобождении Донбасса и Левобережной Украины, в битве за Днепр. С 1 октября 1943 года по 29 января 1944 года она вела упорные бои по ликвидации никопольского плацдарма противника, после чего была выведена в резерв. В январе 1944 года полковник Русаков вступил в должность заместителя командира по строевой части 279-й стрелковой Лисичанской дивизии. С 19 по 23 февраля она была передислоцирована на Крымский плацдарм, где вошла в подчинение 51-й армии 4-го Украинского фронта. С 13 апреля её части участвовали в Крымской наступательной операции и освобождении Севастополя. За отличия при освобождении Симферополя она была награждена орденом Красного Знамени (24.04.1944). После освобождения Крыма в конце мая 1944 года дивизия в составе 51-й армии была выведена в резерв Ставки ВГК, затем в начале июля переброшена на 1-й Прибалтийский фронт и участвовала в Белорусской, Шяуляйской наступательных операциях. С 5 декабря 1944 года Русаков был допущен к командованию 29-й стрелковой Полоцкой ордена Суворова дивизией и до конца войны в составе 6-й гвардейской армии участвовал с ней в ликвидации курляндской группировки немцев.

### Послевоенное время
После войны полковник Русаков продолжал командовать этой дивизией в составе 123-го стрелкового корпуса ПрибВО (с сентября 1945 г. — в ПриВО). С марта 1946 года проходил обучение сначала на курсах усовершенствования командиров стрелковых дивизий при Военной академии им. М. В. Фрунзе, с марта 1947 года — на курсах подготовки преподавателей при этой академии. По окончании последних с августа 1947 года был прикомандирован к академии для использования на преподавательской работе. В октябре 1948 года зачислен в распоряжение командующего ВДВ ВС СССР, в ноябре назначен старшим преподавателем тактики Высших офицерских курсов ВДВ, а в марте 1949 года — начальником тактического цикла этих курсов. 7 декабря 1955 года полковник Русаков уволен в запас.

## Награды
- орден Ленина (21.02.1945)[4][5]
- четыре ордена Красного Знамени (30.12.1943[6], 03.11.1944[7][5], 09.06.1945[8], 15.11.1950[5])
- орден Суворова III степени (03.10.1943)[9]
- орден Александра Невского (27.03.1943)[10]
- орден Отечественной войны I степени (03.06.1944)[11]
- орден «Знак Почёта» (16.08.1936)[3]
- медали в том числе:
  - «За боевые заслуги» (28.10.1967)[12]
  - «За победу над Германией в Великой Отечественной войне 1941—1945 гг.» (1945)